# Takeshi Terauchi
Takeshi Terauchi (Tsuchiura, 17 de enero de 1939-18 de junio de 2021) también conocido como Terry, fue un guitarrista de rock instrumental japonés. Su guitarra preferida era una Mosrite negra con un golpeador blanco. El sonido de su guitarra se caracterizaba por una punzada frenética, un uso intensivo de la punción del trémolo y el uso frecuente del brazo vibrato de su guitarra.
Terauchi comenzó su carrera tocando la guitarra rítmica para un acto country y occidental "Jimmie Tokita & His Mountain Playboys", que tenía al bajista Chosuke Ikariya. En 1962 formó su primer grupo, The Blue Jeans. Sin embargo, en 1966 abandonó el grupo y formó The Bunnys con los que tocaba. En mayo de 1967, también estableció su propia empresa llamada "Teraon". Ganó el "premio de arreglo" con la canción "Let's Go Unmei" en los 9th Japan Record Awards en 1967. Dejó los Bunnys en 1968. Reformó los Blue Jeans en 1969 y la banda ha estado activa hasta hoy.
El 26 de noviembre de 2008, Takeshi Terauchi and the Blue Jeans lanzaron el álbum Mr. Legend de King Records.